# Edificio Tribunales (Concepción)

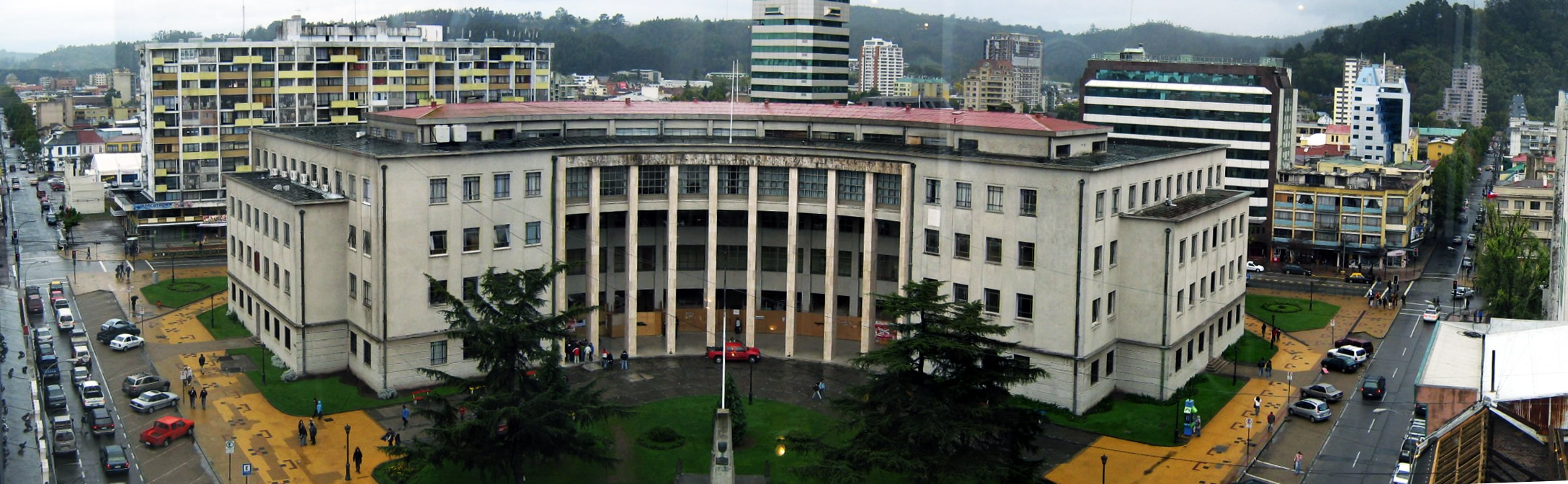
El Edificio Tribunales (o Tucapel) (izquierda) detrás del Palacio de Tribunales de Concepción

El Edificio Tribunales (también conocido como Edificio Tucapel), es un edificio de la ciudad de Concepción, Chile, ubicado en la calle Tucapel, frente a la Plaza René Schneider, más conocida como Plaza de los Tribunales, donde también termina la Diagonal Pedro Aguirre Cerda, incorporada al plano regulador de la ciudad en 1941.
Construido en 1961 y diseñado por el arquitecto P. Schoeufeld, corresponde a uno de los referentes de la primera etapa modernista de la ciudad. Es una sólida construcción de hormigón armado, aislada de otras edificaciones, que en su primer piso posee una galería abierta que permite atravesar el edificio desde la entrada por Tucapel, llegando a una plazoleta interior por el otro lado.
Actualmente sus departamentos son utilizados como residencias, oficinas y locales comerciales. Es considerada Patrimonio Arquitectónico de la ciudad de Concepción.
En 2012, la construcción de la Torre Mall Center, que ha generado diversas controversias tanto por su arquitectura como por la calidad de sus servicios, situada detrás de este edificio, caracterizado por su aislamiento con respecto de otras edificaciones, modificaron la vista panorámica del centro de la ciudad, viéndose el Edificio Tribunales (o Tucapel) estética y funcionalmente perjudicado.